# Pantherophis alleghaniensis

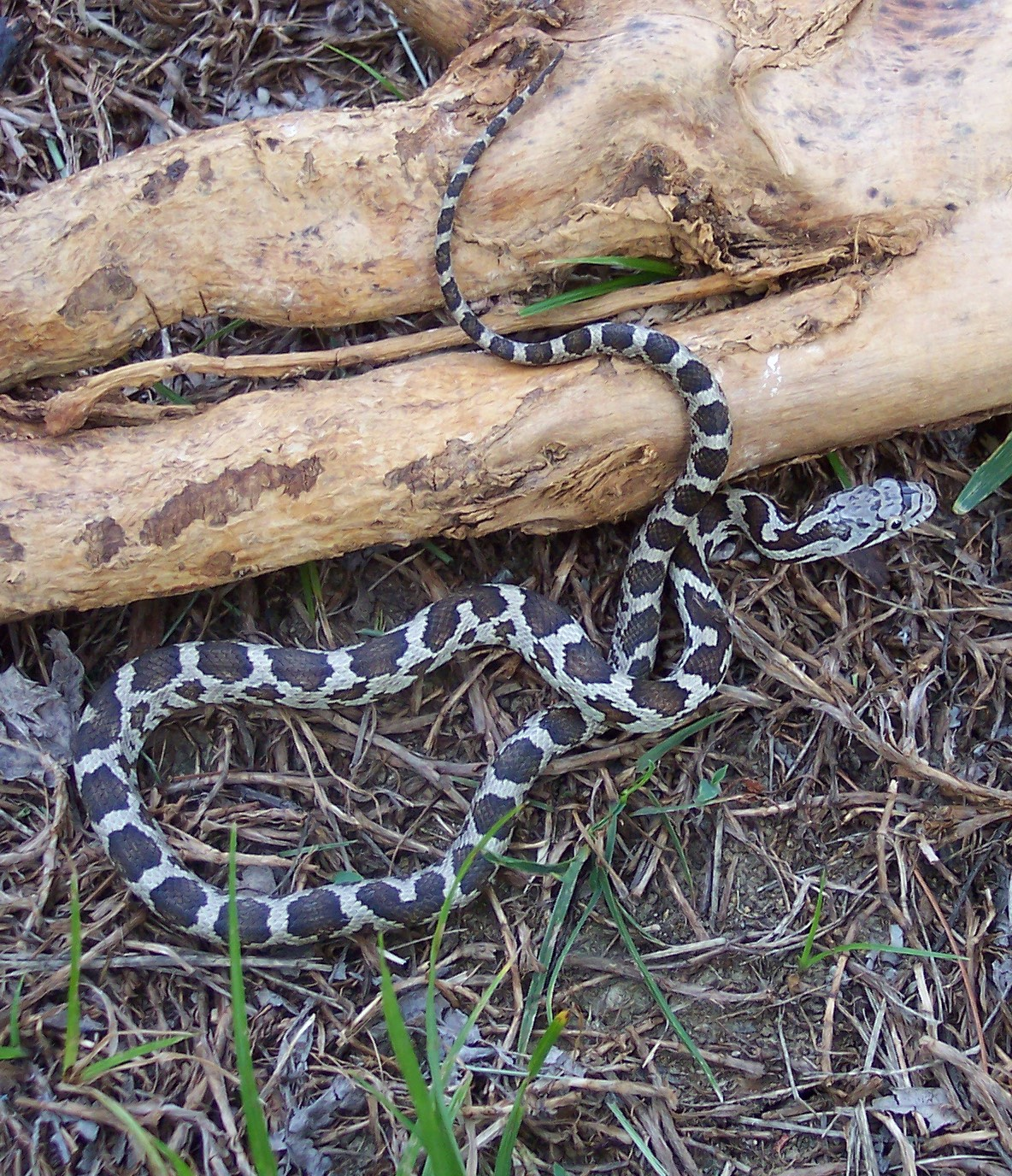
Jungtier

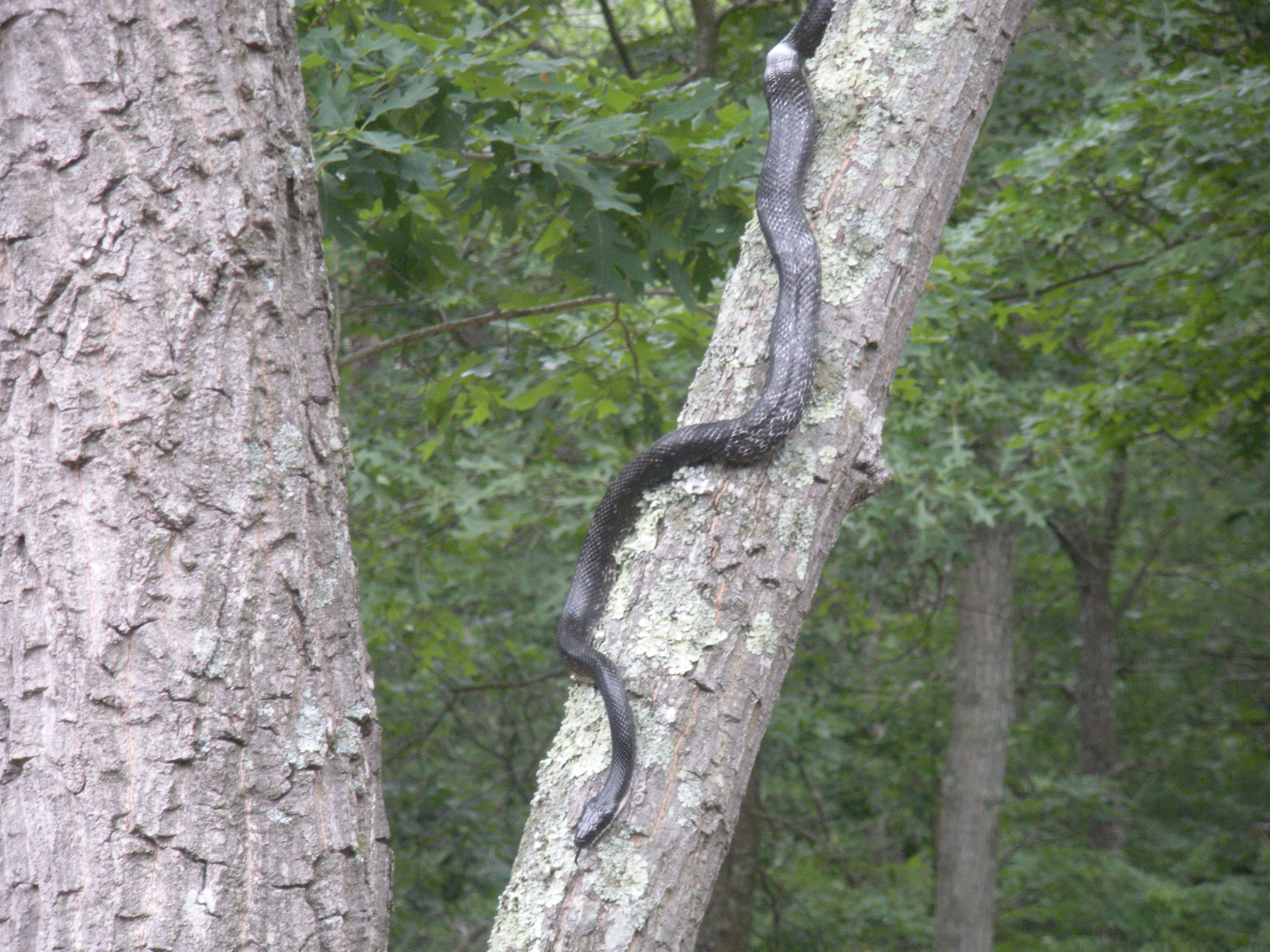
Schwarze Morphe beim Verlassen eines Baums

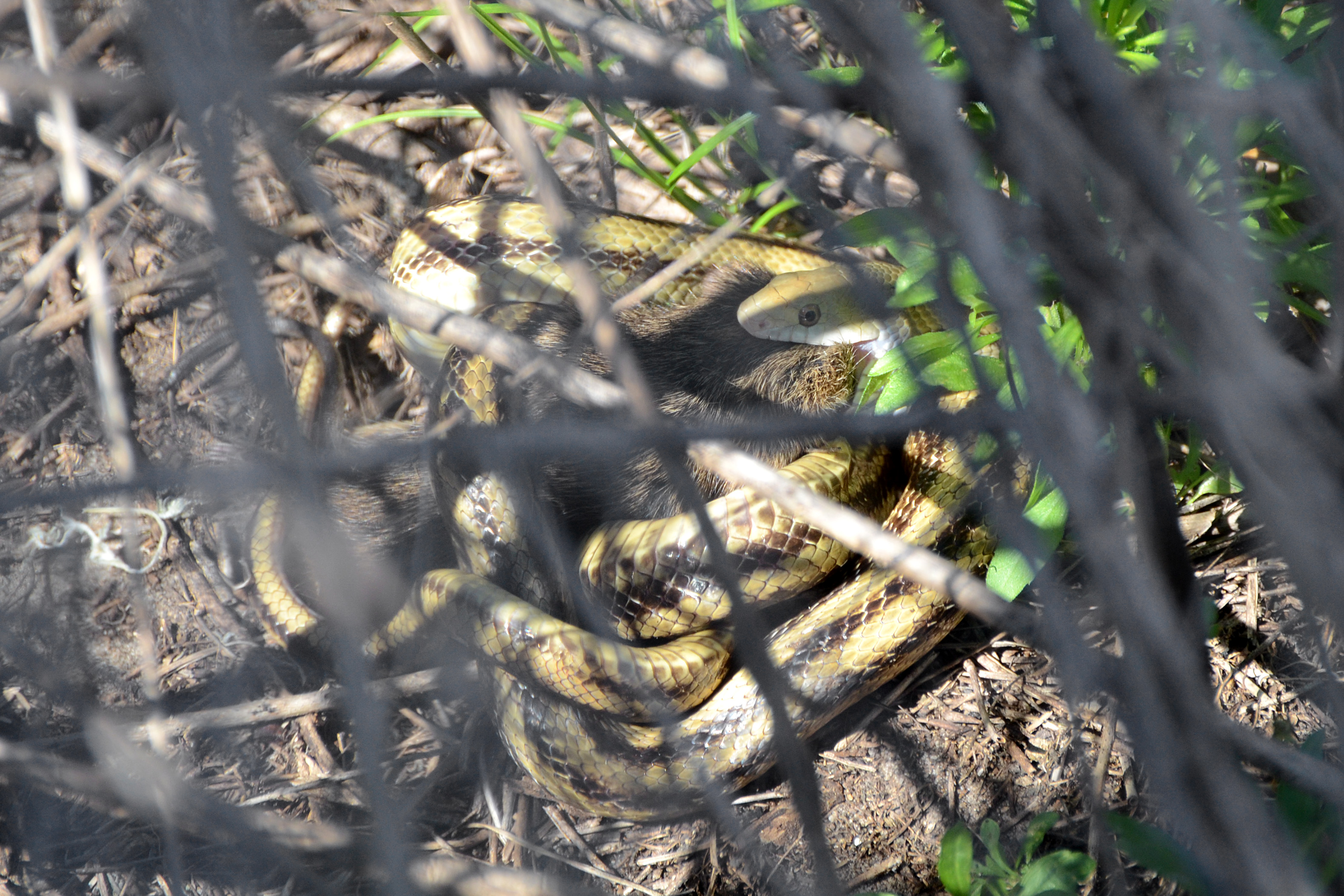
P. alleghaniensis mit Beute

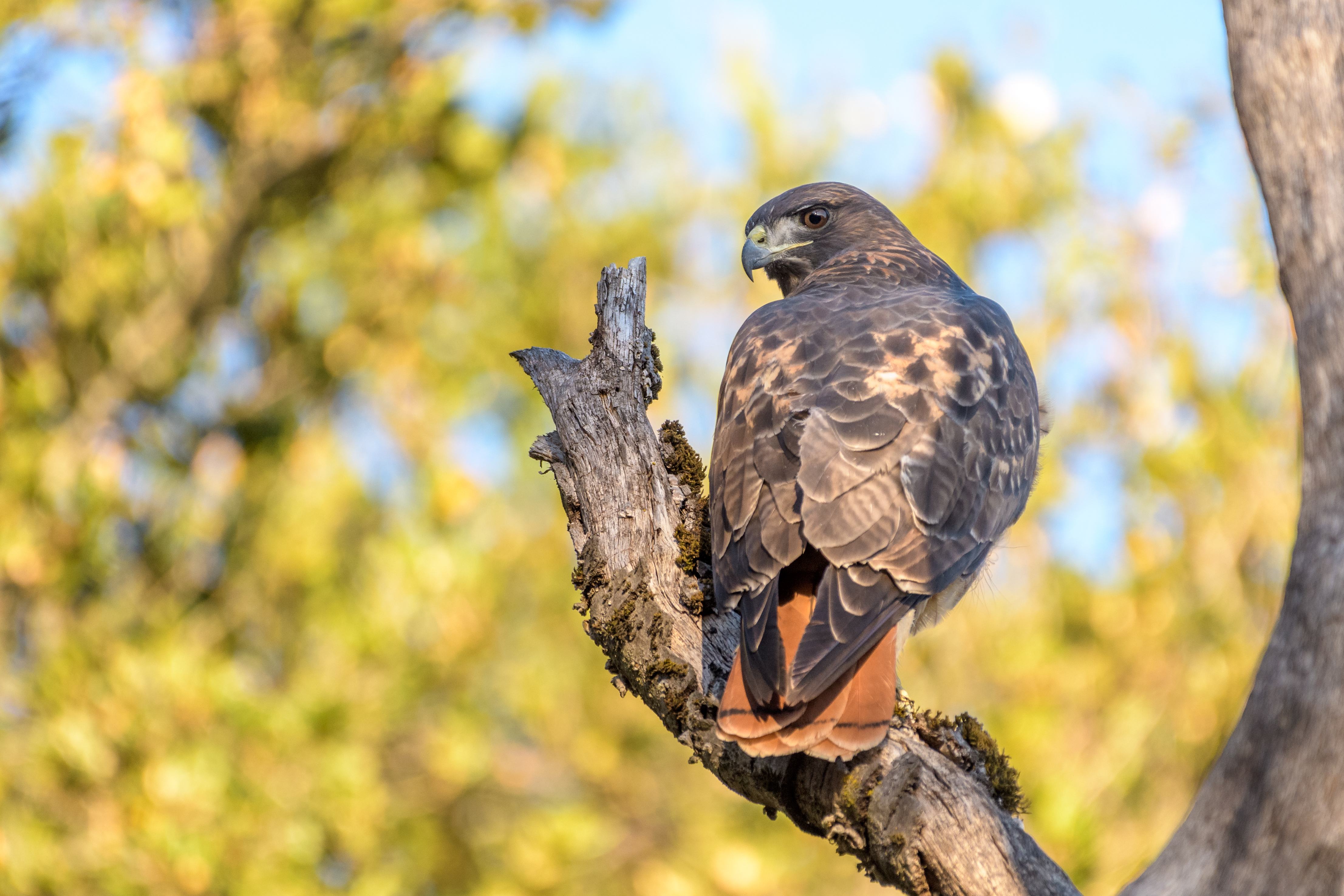
Rotschwanzbussard, ein Fressfeind

Pantherophis alleghaniensis ist eine im Osten Nordamerikas vorkommende ungiftige Schlange innerhalb der Gattung der Amerikanischen Kletternattern (Pantherophis). Der Artname leitet sich von den Teilen „Alleghani“ und dem lateinischen Suffix -ensis (die Herkunft anzeigend) ab und bezieht sich auf die Allegheny Mountains, eine Region, in der ein Vorkommen der Art angenommen wurde. Die zuweilen verwendeten Trivialnamen „Gelbe Erdnatter“, „Östliche Rattenschlange“, „Vierstreifen-Kükennatter“ oder „Everglades-Kükennatter“ haben sich nicht allgemeingültig durchgesetzt.

## Beschreibung
Ausgewachsene Individuen von Pantherophis alleghaniensis erreichen normalerweise eine Körperlänge von 106 bis 183 Zentimetern. Bei einzelnen Exemplaren wurde sogar eine Länge von 256 Zentimetern gemessen. Der Körperquerschnitt ist seitlich leicht abgeflacht, die Schuppen sind gekielt. Farblich gibt es zwischen den Geschlechtern keine Unterschiede. Sie haben meist eine gelbe, orange braune, rötlich braune oder graue Grundfarbe auf der Oberseite, von der sich vier braune Längsstreifen abheben. Die Bauchseite ist im Allgemeinen gelblich. Es treten auch Morphen auf, die nahezu einfarbig schwarz sind.
Jungtiere zeigen eine graue Grundfarbe mit großen schwarzbraunen Flecken.

## Ähnliche Arten
- Die Östliche Strumpfbandnatter (Thamnophis sirtalis sirtalis) unterscheidet sich durch sehr breite braune sowie schmale gelbe Längsstreifen. Sie ist außerdem farblich sehr variabel und bildet zuweilen orange braune, rötliche, bläuliche, grünliche oder schwärzliche Streifen.
- Die Schwarznatter (Coluber constrictor) unterscheidet sich von der schwarzen Morphe durch den nahezu kreisrunden Körperquerschnitt sowie die glatten Schuppen.[1]

## Verbreitung und Lebensraum
Pantherophis alleghaniensis kommt ausschließlich im Osten der USA vor. Die Verbreitung reicht von den östlichen Ausläufern der Appalachen im Norden bis in den Süden Floridas. Die Art bewohnt Prärien, felsige Regionen und lichte Wälder, kommt jedoch auch in Sümpfen und auf landwirtschaftlich genutzten Feldern vor. Zunehmend ist sie in Vorstadtvierteln anzutreffen, in denen sich für ihre Entwicklung günstige Lebensbedingungen ergeben.

## Lebensweise
Pantherophis alleghaniensis lebt einzeln, außer während der Paarungszeit. Die Nattern bewegen sich schnell am Boden, können jedoch auch gut klettern und schwimmen. Im Sommer sind sie überwiegend nachts, im Frühjahr und Herbst ganztägig aktiv. Sie verstecken sich gerne unter Felsen und umgestürzten Baumstämmen, aber auch in Astlöchern, unter Baumrinde oder in Palmwedeln. Sie sind von Ende April bis Oktober besonders rege und paaren sich im Mai oder Juni. Ungefähr fünf Wochen nach der Paarung legt das Weibchen fünf bis 27 längliche weiße Eier in hohle, umgestürzte Bäume, verrottende Vegetation oder in Komposthaufen. Aufgrund der Verrottung von organischem Material wird Wärme frei, die den Reifeprozess der Eier unterstützt. Nach dem Legen erfolgt keine weitere Brutpflege. Die Inkubationszeit dauert 65 und 75 Tage. Die Jungtiere schlüpfen zwischen Juli bis September. Je nach Verbreitungsgebiet fallen die Schlangen in einen mehr oder weniger ausgedehnten Winterschlaf, den sie meist zusammen mit Artgenossen oder auch anderen Schlangenarten verbringen. Nach vier Jahren erreichen die Schlangen die Geschlechtsreife.

## Ernährung
Die bevorzugte Nahrung von Pantherophis alleghaniensis besteht in erster Linie aus Ratten und Mäusen. Bei Menschen sind die Schlangen mitunter willkommen, da sie zur Reduzierung schädlicher Nagetiere beitragen. Die Beutetiere werden durch Umschlingen erdrosselt und anschließend mit dem Kopf voran im Ganzen verschlungen. Kleine Beutetiere werden zuweilen lebend verschlungen. Gerne  werden auch Küken, kleine Vögel und deren Eier gefressen. Aufgrund dieses speziellen Nahrungsspektrums wird die Art im englischen Sprachgebrauch gelegentlich als eastern ratsnake (Östliche Rattenschlange) oder chicken snake (Küken-Schlange) bezeichnet. Sie suchen auch auf Bäumen nach Beute und sind selbst in den Baumhöhlen des Kokardenspechts (Leuconotopicus borealis) zuweilen erfolgreich. Frösche und Eidechsen werden ebenfalls als Nahrung angenommen.

## Feinde
Bei Annäherung von Feinden kann Pantherophis alleghaniensis entweder fliehen, um Schutz in unterirdischen Höhlen zu suchen, oder bleibt bewegungslos, um einer Entdeckung zu entgehen. Wenn die Natter jedoch in die Enge getrieben wird, produziert sie ein übelriechendes Moschussekret, nimmt eine S-förmige Haltung ein und greift selbst an. Dabei vibriert die Schwanzspitze heftig, was im trockenen Laub ein rasselndes Geräusch wie bei einer Klapperschlange (Crotalus) erzeugt. Junge Kletternattern werden zuweilen von anderen Schlangenarten oder Füchsen (Vulpini) gefressen. Ein häufiger Fressfeind ist der Rotschwanzbussard (Buteo jamaicensis). Erwachsene Nattern sind aufgrund ihrer Größe jedoch durchaus wehrhaft. Sofern sie von einem unerfahrenen Bussard angegriffen werden, sind sie zuweilen in der Lage, diesen am Hals zu umschlingen, so dass der Angreifer selbst in Lebensgefahr gerät.

## Gefährdung
Die Art ist in ihren Vorkommensgebieten nicht selten und wird demzufolge von der Weltnaturschutzorganisation IUCN als „Least Concern = nicht gefährdet“ klassifiziert.

## Taxonomie
Pantherophis alleghaniensis wurde früher aufgeteilt in die drei Unterarten Elaphe obsoleta deckerti, Elaphe obsoleta rossaleni und Elaphe obsoleta quadrivittata und der Erdnatter (Pantherophis obsoletus, Syn.: Elaphe obsoleta) zugeordnet, bevor sie 2000/2001 nach genetischen Untersuchungen als eigenständige Art anerkannt wurde.